# Volim nogomet
Volim nogomet je bila sportska emisija o 1. HNL koja se prikazivala na HRT-u svake nedjelje tijekom poslijepodneva od 2008. do 2009. (kasnije subotom u večernjem terminu od 20 h), a naziv emisije je proizašla tijekom praćenja Europskog nogometnog prvenstva u Austriji i Švicarskoj.
Pjesmu "Ja volim nogomet" za emisiju je otpjevao bivši član sastava Prljavo kazalište Davorin Bogović.

## O emisiji
Koncept emisije bio je bitno prošireniji i bogatiji način praćenja utakmica domaće nogometne lige 1. HNL od kojih je jedna utakmica imala poseban primat u poslijepodnevnom prijenosu (mali derbi), ali su sva ostala važna zbivanja gledatelji mogli vidjeti u tom kombiniranom prijenosu.
Derbi kola "najzanimljivija utakmica" igrala se u stalnom večernjem terminu od 20:10, a na poluvremenu bili su prikazani sažeci dnevnih pet utakmica (Mini HNL).
Cilj je bila promocija hrvatskog nogometa u kojoj su gledatelji mogli upoznati i male klubove koje su dosad rijetko mogli vidjeti na malim ekranima.
Emisija se snimala u velikom studiju 9 HRT-a, uz gledatelje (nogometaši mlađih uzrasta), kućni bend i mnoštvo gostiju iz nogometnih, ali i nenogometnih voda.
Nastala je u suradnji Hrvatske televizije s Udrugom prvoligaša.
Voditelj projekta je bio Ivan Blažičko.
Predsjednik Udruženja prvoligaša je bio bivši nogometaš brončane generacije Vatrenih 1998. Igor Štimac.
Pored komentatora na terenu, voditeljski par u studiju su se izmjenjivali poput Mile Horvat i Saše Sušec. Usto, svake nedjelje u studiju su gostovali i osobe iz javnog života koje su povezivale – baš kao i gledatelje pred malim ekranima – ljubav prema nogometu. Pored toga, za gledatelje su bile osiguane i nagradne igre, ali i neke stare, već poznate rubrike, poput Oka sokolova s Mateom Beusanom koji je komentirao sve sporne situacije.
Generalni sponzor projekta je bio – T-Com te partneri – PBZ, Croatia osiguranje, Hrvatska lutrija, Autocommerce te zajednički medijski pokrovitelji – EPH i Styria.

## Vanjske poveznice
- Sportske novosti 'Volim nogomet' je pun pogodak!
- 24 sata
- ePodravina.hr Ukida se TV emisija ‘Volim nogomet’